# Odczuwanie bólu przez płód

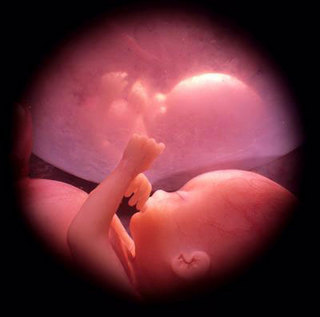
Płód ludzki w 30. tygodniu ciąży

Kwestia odczuwania bólu przez płód stanowi przedmiot rozważań środowisk medycznych i jest częścią większej dyskusji na temat aborcji. Według badaczy płód nie odczuwa bólu do 3 trymestru ciąży (27 tydzień), mimo to zwolennicy ruchu pro-life proponują ustawodawstwo nakazujące informować kobietę poddającą się aborcji, iż płód może odczuwać ból podczas zabiegu.
W 2010 raporty zamówione przez Departament Zdrowia Wielkiej Brytanii stwierdzają, że przed upływem siódmego miesiąca ciąży płód znajduje się w stanie stałego braku przytomności, przypominającego sen lub narkozę oraz że jest widoczne, że połączenia nerwowe z korą mózgową są nierozwinięte, a ponieważ większość neurochirurgów wierzy, że kora mózgowa jest niezbędna do odczuwania bólu, można wnioskować, że płód nie może odczuwać żadnego bólu do tej fazy rozwoju. Wcześniejsza praca przeglądowa badaczy z University of California w San Francisco, opublikowana w 2005 roku na łamach JAMA, podobnie podsumowywała stan wiedzy medycznej dotyczącej możliwości nocyceptywnych płodu. Autorzy uznali, że mało prawdopodobne jest, aby płód odczuwał ból przed trzecim trymestrem ciąży. Coraz powszechniejszy wśród neurobiologów zajmujących się rozwojem ośrodkowego układu nerwowego staje się pogląd, że kluczowym dla wykształcenia zdolności odczuwania bólu przez płód jest wykształcenie odpowiednich połączeń wzgórzowo-korowych, które ma miejsce około 26. tygodnia ciąży. Ponieważ na zdolność odczuwania bólu wpływają czynniki zmysłowe, emocjonalne i poznawcze, określenie dokładnego momentu uzyskania tej zdolności w rozwoju człowieka może być niemożliwe.

## Badania medyczne
W 2005 roku w JAMA opublikowano metaanalizę podsumowującą dotychczasowy stan wiedzy na temat zdolności odczuwania bólu przez płód. Autorzy uznali na podstawie dostępnych danych, że prawdopodobieństwo odczuwania bólu przed trzecim trymestrem ciąży jest małe. Wyniki badań elektroencefalograficznych przeprowadzanych u wcześniaków sugerują, że percepcja bólu jest możliwa dopiero po 29 lub 30 tygodniu ciąży; stwierdzono, że odruchy wycofania, zmiany rytmu serca i poziomów hormonów w odpowiedzi na procedury inwazyjne nie dowodzą odczuwania bólu przez płód.
W tym samym 2005 roku Mellor i współpracownicy dokonali przeglądu piśmiennictwa na temat stanu świadomości płodu w trakcie ciąży, m.in. na podstawie obserwacji poziomów endogennych neuroinhibitorów, takich jak adenozyna i pregnanolon. Prawdopodobieństwo doświadczania przezeń bólu we śnie autorzy uznali za małe.
Nie ma również zgodności co do istoty odczuwania bólu w ogóle. Część badaczy uważa, że ponieważ odczuwanie bólu może być związane z czynnikami zmysłowymi, emocjonalnymi i poznawczymi, to ból może być w ogóle nieodczuwany przez płód przed urodzeniem.
W 2001 roku grupa robocza przy Medical Research Council w Wielkiej Brytanii wezwała do dalszych badań nad bólem u płodu. Przewodnicząca rady, Eve Johnstone, w wywiadzie dla Daily Telegraph stwierdziła, że istnieją dodatkowe argumenty przemawiające za dalszymi badaniami.
W 2006 roku Stuart Derbyshire na łamach British Medical Journal wywiódł tezę, że odczuwanie bólu może być uzależnione od rozwoju zdolności poznawczych i emocjonalnych, zachodzących po porodzie: 

W teoriach rozwoju zakłada się, że ludzki umysł zaczyna ewolucję od minimum zawartości i stopniowo rozwija się (u starszych dzieci, a potem osób dorosłych) w umysł co raz to bardziej bogaty w doświadczenia. Zatem chociaż powszechnie odrzuca się postrzeganie noworodków jako "niezapisanych tablic", czyli tabula rasa, to szeroko akceptowane jest, że procesy psychologiczne, które opisują wyższe funkcje kognitywne dotyczące osób, przedmiotów i symboli, zależą w pierwszym rzędzie od czynników na zewnątrz mózgu. Również ból - jeśli zależałby tylko od treści pochodzących z zewnątrz mózgu, to istnienie jego odczucia przez płód nie byłoby możliwe, niezależnie od rozwoju neuronalnego.